# Kpando

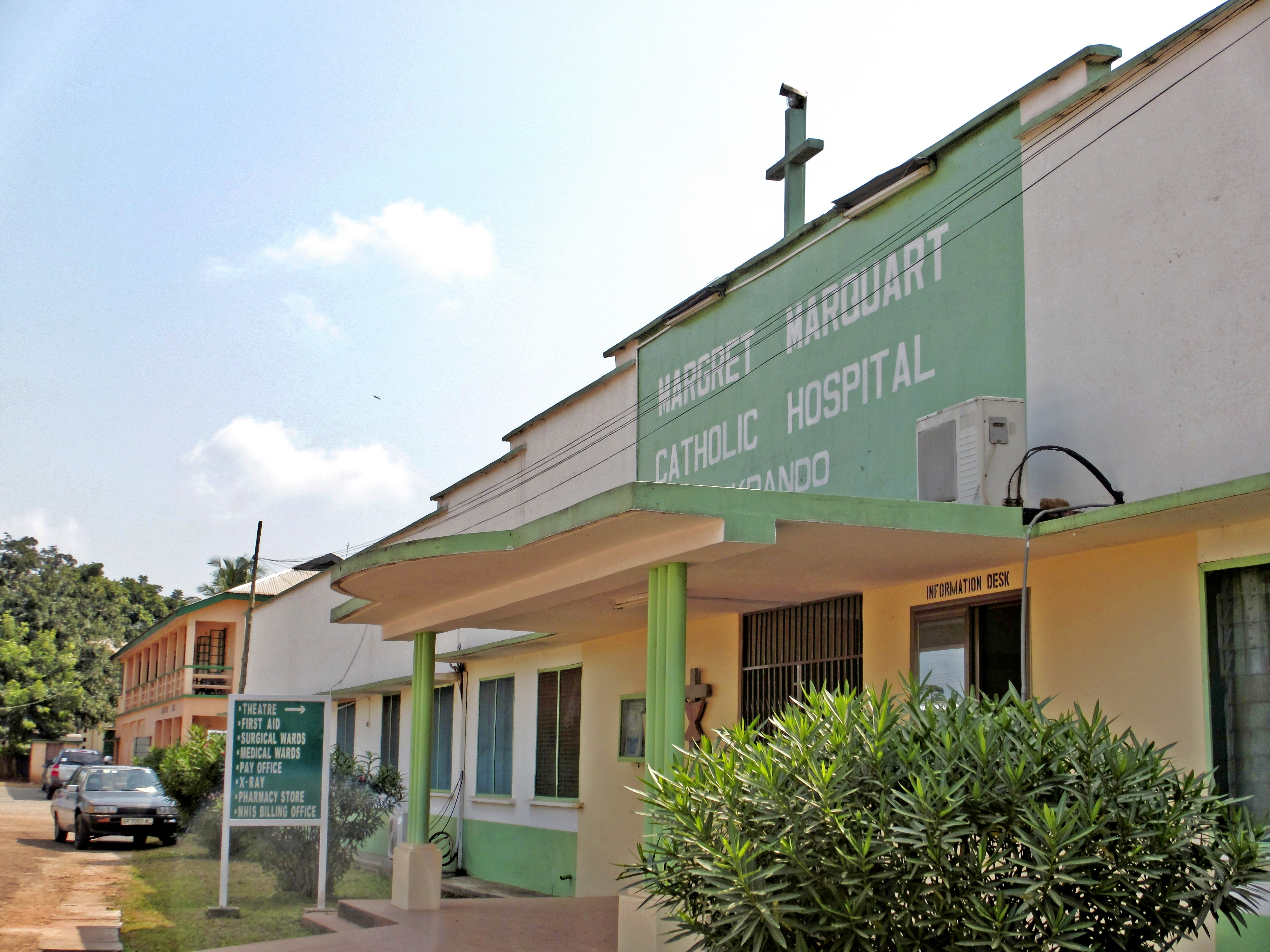
Sjukhus i Kpando.

Kpando (alternativt Kpandu) är en ort i sydöstra Ghana, belägen några kilometer öster om Voltasjön. Den är huvudort för distriktet Kpando, och folkmängden uppgick till 23 791 invånare vid folkräkningen 2010. Stephen Ahorlu, fotbollsmålvakt och landslagsspelare i Ghana, kommer från Kpando.